# Данис Тановић
Данис Тановић (Зеница, 20. фебруар 1969) босанскохерцеговачки је режисер, сценариста и универзитетски професор.
За филм „Ничија земља” добио је 2002. године награду Оскар, америчке академије за најбољи страни филм.

## Политички ангажман
Данис Тановић је оснивач Наше странке што објашњава да би спријечио ширење национализма и корупције.
Његово виђење унутрашњег уређења БиХ, огледа се у томе да се укину ентитети, уведе прогресивно опорезивање те обавезно гласање за све пунољетне грађане.
У августу 2021. изјавио је да Србији треба неко ће да се као Вили Брант извини за почињене злочине.
Он сматра да ће се односи Србије и Бих почети мењати на боље Кад Србија престане да србује и кад се узвиси на ниво људскости и кад престане да се односи према свијету да су, боже драги, против њих, а да су они јадни и невини.
За узрок чињенице да већина Срба више не живи у родном Сарајеву, Тановић види политику који су водили Радован Караџић и Ратко Младић.

## Филмографија

### Режија
- Чудо у Босни (1995)
- Aube, L' (1996)
- Буђење (1999)
- Ничија земља (2001)
- 11. септембар (2002)
- Пакао, француски филм, оригинални пројекат Кшиштофа Кјешловског (2005)
- Triage (2009)
- Cirkus Columbia (2010)
- Епизода у животу берача жељеза (2013)
- Тигрови (2014)
- Смрт у Сарајеву (2016)
- The Postcard Killings (2020)
- Десет у пола (2021)
- Котлина (серија) (2022)
- Фруст (2023)
- Након љета (2024)

### Сценарио
- Буђење (1999)
- Ничија земља (2001)[4]
- 11. септембар (2002)
- Triage (2009)

## Критике
| Филм                           | Rotten Tomatoes | Metacritic |
| ------------------------------ | --------------- | ---------- |
| Ничија земља                   | 93%             | 84         |
| 11. септембар                  | 78%             | 61         |
| Пакао                          | 67%             | Н/Д        |
| Triage                         | Н/Д             | Н/Д        |
| Cirkus Columbia                | 80%             | 57         |
| Тигрови                        | Н/Д             | Н/Д        |
| Епизода у животу берача жељеза | 93%             | Н/Д        |
| Просјек                        | 82,2%           | 69         |